# Hieracium opetiolepium
Hieracium opetiolepium es una especie de planta con flor del género Hieracium, de la familia Asteraceae, orden Asterales.

## Distribución
Hieracium opetiolepium se distribuye por Noruega.

## Taxonomía
Fue descrita científicamente por Notø.